# 해바라기 (1970년 영화)
《해바라기》(이탈리아어: I girasoli)는 1970년 개봉한 이탈리아의 드라마 영화이다. 비토리오 데 시카가 감독을 맡았다. 소련 현지에서 촬영된 최초의 서양 영화이다.

## 출연

### 주연
- 소피아 로렌
- 마르첼로 마스트로야니
- 루드밀라 사벨리에바

### 조연
- 갈리나 안드리바
- 애나 카레나
- 네드자 세러드니센코
- 제르마노 롱고
- 글라우코 오노라토
- 실바노 트란퀼리
- 마리사 트라베르시

## 기타
- 의상: 엔리코 사바티니